# Castell del Gô (Albi)
El château du Gô (Castell del Gô) és un château situat a Albi, França.

## Localització
El château està situat al departament francès del Tarn, a la localitat d'Albi, en la boucle du Gô, una península formada per un meandre del riu Tarn.
El nom del lloc prové de la paraula occitana Gô, que significa gual. Un pas pel Tarn separa el llogaret del Gô del poble de Lescure. Aquest nom s'esmenta en els arxius des de 1350.

## Història
L'edifici és propietat del bisbe d'Albi i els arxius citen que va tenir molts inquilins. Durant les Guerres de Religió es va fortificar una habitació; una escala de fusta és l'últim vestigi. Claude Galaup d'Albi, va comprar la finca en 1613 i la va utilitzar com a residència secundària.

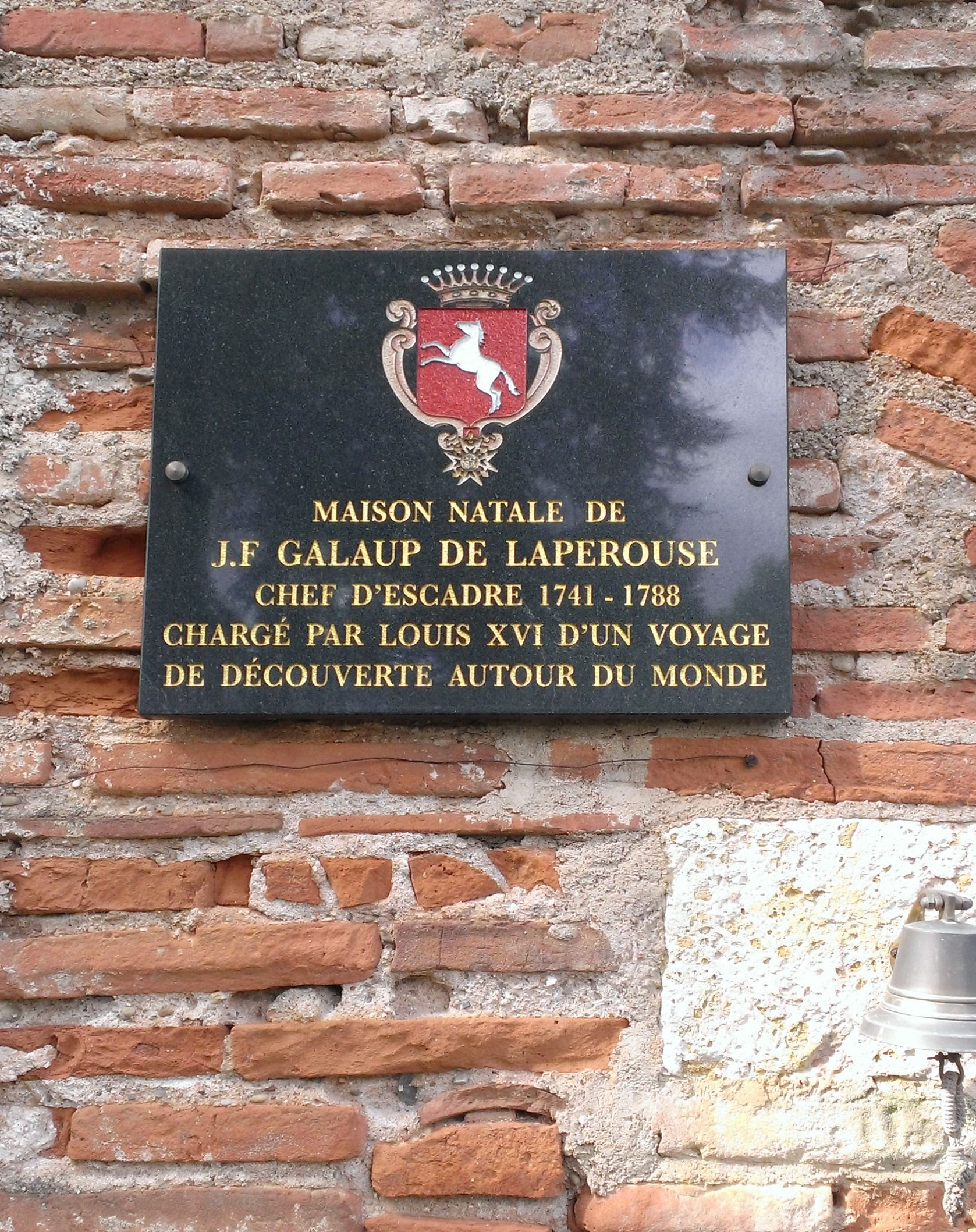
Placa commemorativa

Jean-François de Galaup, comte de La Pérouse, va néixer el 23 d'agost de 1741 en aquesta casa. Ell era el fill de Víctor-Joseph de Galaup (que va fer la seva fortuna amb la venda d'herba del pastell) i de Margarida de Resseguier. Va tilitzar els seus emoluments d'oficial de l'Armada per a comprar tota la península de Gô, que va llegar a les seves germanes. Els hereus d'aquesta família encara són els propietaris.
El château està registrat com a monument històric des de l'11 de juliol de 1984.

## Arquitectura
El castell, que sembla un edifici de maó, està construït en la tradició renaixentista i té tres ales d'edificis al voltant d'un pati central amb orientació nord. La part més antiga (l'ala sud amb escala) es va completar successivament per l'ala est al segle xvii, i l'ala oest (arquitectura russa) al segle xix, marcant l'estructura actual de l'edifici.
A l'interior, la sala d'estar de la planta baixa, conserva la seva llar de foc i el sostre a l'estil francès.